# Jorge Orellana
Jorge Oswaldo Orellana Vimos, né le 24 janvier 1947, est un ancien arbitre équatorien de football, qui officia de 1981 à 1993.

## Carrière
Il a officié dans des compétitions majeures : 
- Coupe du monde de football des moins de 16 ans 1987 (1 match)
- Coupe du monde de football des moins de 17 ans 1991 (3 matchs)